# Bedingham
Bedingham – wieś w Anglii, w hrabstwie Norfolk, w dystrykcie South Norfolk. Leży 17 km na południe od Norwich i 150 km na północny wschód od Londynu.
Miejscowość liczy 216 mieszkańców.

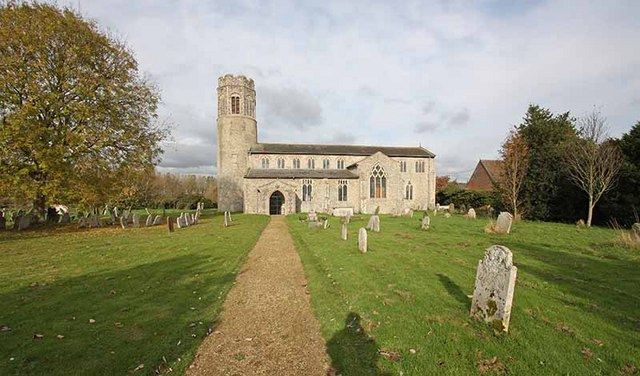
Kościół Świętego Andrzeja w Bedingham

Znajduje się tam kościół świętego Andrzeja pochodzący z XV w.